# Albert Capsouto Park

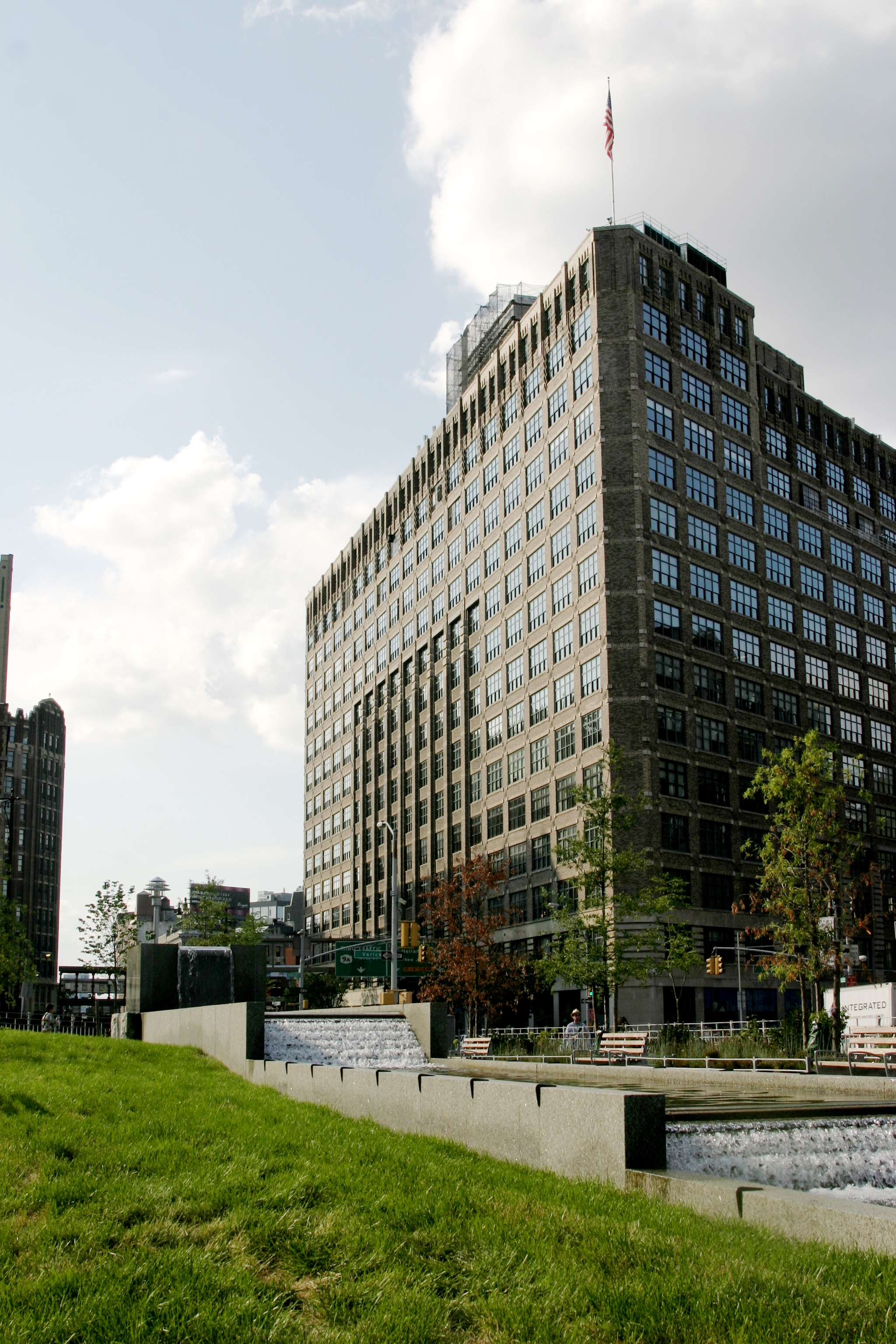
A fonte do Albert Capsouto Park.

Albert Capsouto Park (anteriormente CaVaLa Park) é um parque de Lower Manhattan, Nova Iorque, que possui um formato triangular. Faz divisa com a Canal Street pelo nordeste, a oeste com a Varick Street e ao sul com a Rua Laight. O nome do parque é uma homenagem ao ativista Albert Capsouto.
Inaugurado em novembro de 2009, o parque custou aproximadamente 3,4 milhões de dólares. Anteriormente o local era um estacionamento. Durante os atentados de 11 de setembro de 2001 o local foi usado como uma área de preparação para operações de busca e resgate. Nas semanas seguintes foram colocados no parque flores, cartões e cartas em homenagem às vítimas, já que o local era um dos pontos mais próximos ao antigo World Trade Center que ainda estava acessível.
O parque possui uma fonte de 114 pés projetada pelo artista local Elyn Zimmerman, que se refere ao canal que antes corria ao longo da Canal Street. Em 2007, o conceito de design foi reconhecido por excelência em design pela Comissão de Design de Nova Iorque.

## Fonte da tradução
- Este artigo foi inicialmente traduzido, total ou parcialmente, do artigo da Wikipédia em inglês cujo título é «Albert Capsouto Park».